# 1832 في المملكة المتحدة
فيما يلي قوائم الأحداث التي وقعت خلال عام 1832 في المملكة المتحدة.

## سياسة

### انتهاء فترة المنصب
- 1 يناير – تشارلز فيتزروي نائب في البرلمان [الإنجليزية]‏.

## مواليد

### يناير
- 24 يناير – ألفرد جونز
- 27 يناير – لويس كارول

### مايو
- 21 مايو – هدسون تايلور

### يونيو
- 10 يونيو – ادوين ارنولد
- 17 يونيو – تشارلز بارون كلارك عالم نبات بريطاني.
- 17 يونيو – وليام كروكس

### أكتوبر
- 2 أكتوبر – إدوارد بيرنت تايلور عالم بعلوم الإنسان من المملكة المتحدة.
- 15 أكتوبر – ماري آن كوتون

### نوفمبر
- 28 نوفمبر – ليسلي ستيفن

### ديسمبر
- 17 ديسمبر – توماس هيوز
- 27 ديسمبر – توماس بلاكيستون

## وفيات

### يونيو
- 6 يونيو – جيرمي بنثام (مواليد 1748) محامي من المملكة المتحدة.

### أغسطس
- 31 أغسطس – إيفرارد هوم (مواليد 1756)

### سبتمبر
- 21 سبتمبر – والتر سكوت (مواليد 1771)

### نوفمبر
- 3 نوفمبر – جون لسلي (مواليد 1766)